# José Navarro Pardo
José Navarro Pardo (Guadahortuna, Granada, 15 de enero de 1890 – Guadahortuna, 4 de enero de 1971) fue un funcionario, periodista, abogado, profesor universitario, arabista, intelectual y político español, que ejerció como alcalde de la ciudad de Granada entre el 8 de enero y el 20 de febrero de 1936.

## Biografía
Hijo de una familia modesta que abrió una casa de huéspedes, terminó el bachillerato en 1909 e ingresó en la Universidad de Granada, donde cursó estudios de Derecho y Filosofía y Letras obteniendo las licenciaturas en 1914 y en 1916 respectivamente. Mientras cursaba ambas carreras opositó e ingresó en el cuerpo de Correos en el que llegó a ser administrador.
Desde 1920, trabajó en la facultad de Filosofía y Letras de la Universidad de Granada como profesor auxiliar en Lenguas Semíticas y desde la creación de la Escuela de Estudios Árabes de Granada en 1932 como profesor de la misma. Hacia 1940 se presentó a la cátedra de Árabe pero abandonó debido al fallecimiento de su madre mientras se celebraban los ejercicios.
Participante en la Tertulia «El Rinconcillo» y en la elaboración de la revistas «Gallo» y «Pavo», mantuvo amistad con los miembros de la tertulia y colaboradores en la redacción de las revistas, especialmente con Antonio Gallego Burín, Melchor Fernández Almagro y Federico García Lorca, que le dedicó el «Romance de la pena negra» del Romancero gitano. También la poetisa granadina Elena Martín Vivaldi le dedicó la elegía titulada «Nuestras voces».
Concejal del ayuntamiento de Granada desde 1928, fue nombrado alcalde por el gobernador civil, el 8 de enero de 1936, siendo el último de los tres alcaldes elegidos para encabezar la comisión gestora nombrada tras la destitución de la corporación municipal a consecuencia de la agitación que provocó la revolución de 1934. Permaneció en el cargo poco menos de mes y medio, tras lo cual se olvidó de la política y continuó con sus labores intelectuales, docentes y periodísticas.
Publicó artículos en La Voz de Almería, Yugo, Patria y Granada Gráfica.

## Distinciones
- Miembro de número de la Real Academia de Bellas Artes «Nuestra Señora de las Angustias» de Granada.